# Rhynchosia rothii
Rhynchosia rothii är en ärtväxtart som beskrevs av James Edward Tierney Aitchison. Rhynchosia rothii ingår i släktet Rhynchosia och familjen ärtväxter. Inga underarter finns listade i Catalogue of Life.